# Liste der Monuments historiques in Kolbsheim
Die Liste der Monuments historiques in Kolbsheim führt die Monuments historiques in der französischen Gemeinde Kolbsheim auf.

## Liste der Bauwerke
| Bezeichnung       | Beschreibung | Standort                          | Kennzeichnung | Schutzstatus | Datum | Bild           |
| ----------------- | --- | --------------------------------- | ------------- | ------------ | ----- | -------------- |
| Brunnen           | Sandstein, bezeichnet 1600 und 1765                                                                                 | Place de la Mairie (Lage)         | PA00084763    | Inscrit      | 1935  |                |
| Schloss Kolbsheim | Schloss mit Nebengebäuden, Gärten und Parkanlage, Anfang des 18. Jahrhunderts; Teile des Parks zu Ernolsheim-Bruche | Rue de la Division Leclerc (Lage) | PA00084762    | Inscrit      | 2006  | weitere Bilder |

## Liste der Objekte
| Bezeichnung                            | Beschreibung                                    | Standort                              | Kennzeichnung | Schutzstatus | Datum | Bild           |
| -------------------------------------- | ----------------------------------------------- | ------------------------------------- | ------------- | ------------ | ----- | -------------- |
| Taufschale                             | Zinn, 1760                                      | in der Simultankirche St-Léger (Lage) | PM67000948    | Classé       | 2005  |                |
| Opferstock                             | Holz und Schmiedeeisen, 18. Jahrhundert         | in der Simultankirche St-Léger (Lage) | PM67001509    | Inscrit      | 2003  |                |
| Glocke                                 | Bronze, 1832 gegossen                           | in der Simultankirche St-Léger (Lage) | PM67001512    | Inscrit      | 2003  |                |
| Orgel                                  | 1792 von Conrad Sauer gebaut                    | in der Simultankirche St-Léger (Lage) | PM67001036    | Classé       | 1998  | weitere Bilder |
| Orgelprospekt                          | 1792 von Conrad Sauer gebaut                    | in der Simultankirche St-Léger (Lage) | PM67001037    | Classé       | 1998  | weitere Bilder |
| Protestantischer Tragaltar             | Holz, farbig gefasst, 1768                      | in der Simultankirche St-Léger (Lage) | PM67001508    | Inscrit      | 2003  |                |
| Kelch und Patene für das Hausabendmahl | Silber, vergoldet, 1783                         | in der Simultankirche St-Léger (Lage) | PM67001511    | Inscrit      | 2003  |                |
| Taufkanne                              | Zinn, 1760                                      | in der Simultankirche St-Léger (Lage) | PM67001145    | Classé       | 2009  |                |
| Skulptur Maria Immaculata              | Holz, farbig gefasst, Ende des 18. Jahrhunderts | in der Simultankirche St-Léger (Lage) | PM67001510    | Inscrit      | 2003  | weitere Bilder |